# Panulirus argus

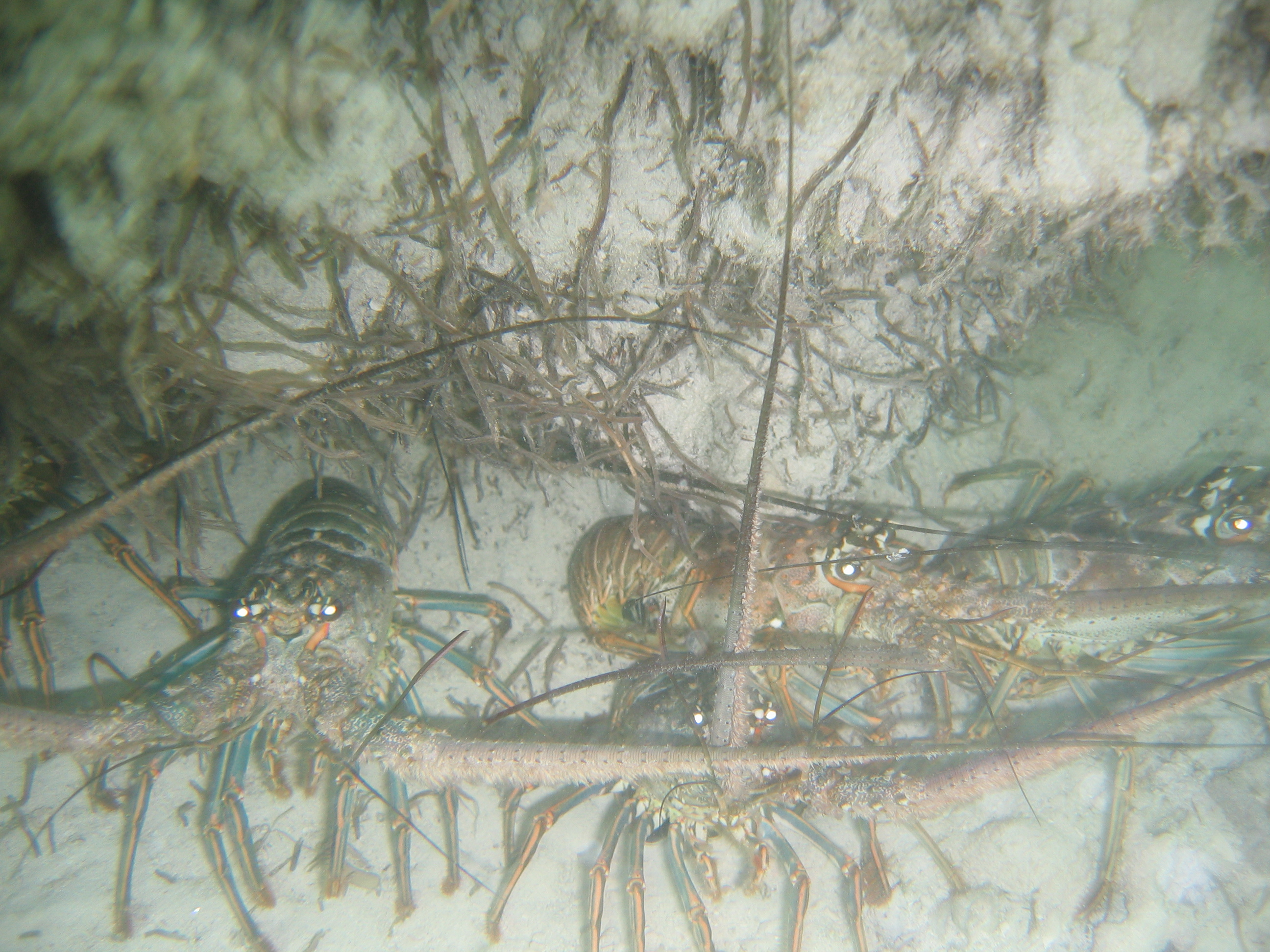
Tôm hùm gai Caribe ở ngoài khơi Florida

Panulirus argus, tôm hùm gai Caribbe, là một loài tôm hùm gai sinh sống ở đầm lầy rừng ngập mặn ở tây Đại Tây Dương.

## Nơi sinh sống
Các cá thể có thể được tìm thấy ở độ sâu tới 100 m từ Rio de Janeiro, Brazil đến Beaufort, Bắc Carolina, gồm cả Biển Caribbean, Bahamas và Bermuda,với các báo cáo thường xuyên từ Tây Phi. Mặc dù phạm vi phân bố của chúng trong khắp vịnh Mexico, trong các phần phía bắc của vịnh chúng thường chỉ được tìm thấy ở độ sâu 33 m và sâu hơn do biến đổi theo mùa ở nhiệt độ nước. Xung quanh phần phía nam của bán đảo Florida và trong suốt Bahamas và Caribbean, chúng được tìm thấy trong vùng nước nông. Chúng thường thích môi trường sống có một lớp che chở có thể được tìm thấy xung quanh các rạn san hô, rạn nhân tạo, bọt biển, cọc cầu, cản cầu gỗ, cầu tàu, và dưới rễ prop của rừng ngập mặn.